# Пшелай
Пшелай (пол. Przełaj) — село в Польщі, у гміні Сендзішув Єнджейовського повіту Свентокшиського воєводства.
Населення — 224 особи (2011).
У 1975-1998 роках село належало до Келецького воєводства.

## Демографія
Демографічна структура на день 31 березня 2011 року:
|          | Загалом | Допрацездатний вік | Працездатний вік | Постпрацездатний вік |
| -------- | ------- | ------------------ | ---------------- | -------------------- |
| Чоловіки | 116     | 17                 | 75               | 24                   |
| Жінки    | 108     | 18                 | 56               | 34                   |
| Разом    | 224     | 35                 | 131              | 58                   |